# 卡卡
卡卡（葡萄牙語：Kaká），全名里卡多·伊澤克森·多斯桑托斯·雷特（葡萄牙語：Ricardo Izecson dos Santos Leite，1982年4月22日—），是一位已退役巴西足球運動員，世界足壇裡的巴西巨星之一。主要司職進攻中場，曾在退役前效力美职联球會奧蘭多城，同時也是該隊隊長。
卡卡是2006年世界盃、2010年世界盃巴西隊的先發進攻中場，在意大利甲組球會AC米蘭達到職業生涯巔峰，助AC米蘭贏得2007年歐洲冠軍聯賽冠軍，同年獲金球獎和世界足球先生。
卡卡以溫文和善見稱，僅三度被罰紅牌離場，其中在2010年世界盃因科特迪瓦球員假摔而被誤判紅牌，國際媒體紛紛為他叫冤；另外他雖然代言許多模特兒廣告，但從未捲入任何緋聞，亦是足球界著名的基督教徒，故公眾形像極佳，是聯合國世界糧食計劃署大使。2008年《時代雜誌》當選最具影響力的100位名人。
2009年夏天，卡卡以6850萬歐元的轉會費天價轉會到西甲豪門皇家马德里，這是當時足球史上价格第二贵的球员，僅次於轉會到皇馬的齐达内的7800万欧元。但在效力皇家马德里的四年期間，由於傷病和另一主力球員厄齐尔的出色表現，卡卡只替皇馬作出有限的貢獻。2013年，卡卡再度重返AC米蘭。2014年，卡卡轉會到美職聯球會奧蘭多城，期間短暫效力他的母會圣保罗，一直至2017年12月退休。

## 早年
卡卡持有巴西以及意大利的雙重國籍。生于巴西利亚，他的母亲是一位教师，他的父亲是一名工程师。大多数巴西足球运动员来自穷人家庭，和他们不同，卡卡来自于相对富裕的中产阶级家庭。卡卡的弟弟迪加奧也是足球运动員。
在卡卡7岁的时候，卡卡全家从巴西利亚搬到了圣保罗。卡卡在他很小的时候就展現出自己在足球上的天赋。在卡卡15岁的时候，卡卡决心成为一名足球运动员，与此同时，卡卡也没有荒废他的学业。卡卡的爸爸是圣保罗俱乐部的投资人之一，卡卡和其他多数巴西球员的成长历程完全不同，他没有经过层层筛选的阶段，以投资人儿子的身份进入了圣保罗俱乐部。
在卡卡18岁那年，一次在游泳池里发生的事故造成卡卡的脊柱骨折，幾乎导致他瘫痪，幸运的是，卡卡从这次事故裡完全康复过来。他认为这是上帝的功劳。卡卡在日记裡写道：“在那一刻，我感觉到了上帝用手把我从危险中救了出来。”

### 名字由來
全名的IPA葡萄牙語發音是「xi'kaʁdu ˌizɛ'ksõ dusɐ̃tus lɛitʃi」。「卡卡」這個暱稱是來源于他的弟弟迪加奧，迪加奧小時候因拼不出哥哥本名Ricardo，因此常稱哥哥為Cacá，Cacá是「Ricardo」的縮寫形式，重音在第二個音節，所以稱他的哥哥為Kaká。也有报道称，2001年4月之前，卡卡的昵称还是Cacá的。之所以要从Cacá改成Kaká，卡卡说纯粹是为了美观。欧洲媒体更愿意叫他「列卡度·卡卡」（Ricardo Kaká）。

## 俱乐部生涯

### 圣保罗
卡卡在8岁的时候就加入了圣保罗。在他15岁的时候，卡卡和圣保罗俱乐部签订了一份合约，并帮助圣保罗俱乐部赢得圣保罗州的青年杯赛的冠军。在2001年1月的时候，卡卡在成年队裡登台亮相，之后在27场比赛裡踢進12球，帮助圣保罗俱乐部赢得它第一个里约—圣保罗锦标赛的冠军，并被评为2001年巴西联赛最佳球员。在接下来的赛季裡，卡卡在22场比赛中踢進10球，引起了欧洲俱乐部的注意。曾经效力于圣保罗和AC米兰的李安納度一直在关注着卡卡，他建议卡卡到意大利去发展。在李安納度的帮助下，卡卡在2003年转会至AC米兰。

### AC米兰
2003年夏天，卡卡从聖保羅轉会至AC米蘭，转会费是850万欧元。在AC米兰，卡卡的出色表现让他在很短的时间之内就赢得了主力的位置，并导致了里瓦尔多的离开。卡卡的速度加快了AC米兰的进攻节奏，他逐渐成为AC米兰的组织核心（Playmaker）。2003年上，AC米兰和在120分钟内打成平手，在互罚点球中以1比3失利，没能夺得冠军。在2003-04赛季意甲联赛裡，卡卡在30场比赛裡踢進10球，帮助AC米兰赢了冠军。鉴于其优异的表现，在进入意甲联赛的第一个赛季裡，卡卡就被评为了联赛最佳球员和最佳外援。

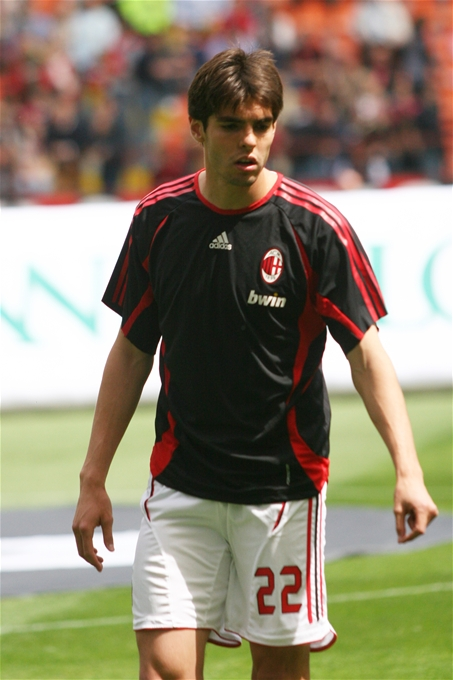
卡卡在参加训练

在2004-05赛季裡，卡卡在36场联赛裡踢進7球,帮助AC米兰赢得意甲联赛的第二名。在裡，AC米兰在以3比0领先的大好局面下被利物浦扳平，在互罚点球中以2比3失利，但卡卡仍然被评为本次冠军联赛的最佳中场。
在2005-06赛季裡，卡卡在意甲联赛裡踢進14球，AC米兰获得联赛亚军，卡卡和的苏亚佐被评为了意甲联赛最佳外援。但因电话门事件AC米兰在2005-06赛季的联赛积分被扣除30分，险些失去参加冠军联赛的机会，而AC米兰在2006-07赛季的联赛积分将被扣除8分。
在2006年裡，卡卡在意甲联赛和冠军联赛裡都上演了帽子戏法。2006年4月9日，在與基爾禾的意甲第33輪比賽中，卡卡完成了自己的第一個帽子戲法，全部三個球都是在下半場攻入的。2006年11月2日，在冠军联赛小组赛的比赛中，卡卡上演帽子戏法，帮助AC米兰以4比1战胜安德莱赫特。
2007年是卡卡職業生涯最成功的一年。在2006-07赛季意甲联赛裡，卡卡踢進8球，被评为意甲联赛最佳球员和最佳外援。在2006/2007裡，卡卡在1/8决赛射入致勝的一球；在1/4决赛，半决赛中，卡卡都有進球，尤其四強賽客場對戰曼聯的第二次進球是該屆歐冠最知名的精采進球之一：他過中場線後沿左路推進，頭腳並用地一個人甩開弗萊徹、埃夫拉、海因策後，在最後的單刀中冷靜地把球點進了離范德薩較遠的右側底角，雖然在客場兩個精彩的進球無法阻止曼聯該場比賽一分險勝，但隨後回到主場3：0大勝的比賽中，他以一腳禁區外長射帶領球隊連下三分逆轉，協助AC米蘭殺入決賽。在决赛中，卡卡首先在一次突進中製造犯規，讓皮爾洛獲得自由球並助攻英薩吉首開得分，下半場又親自助攻英薩吉得到保險的第二分，協助AC米蘭以2：1第七次奪取冠军杯。卡卡以10球成為本届冠军联赛的最佳射手并被评为最佳球員和最佳前锋。在日本举行的决赛中，卡卡两次助攻恩沙基并踢進一球，帮助AC米兰以4比2完胜，夺得冠军，同时卡卡也被评为2007年世界俱乐部杯最佳球员。由于当年的优异表现，卡卡獲得2007年金球獎及世界足球先生等多个奖项。

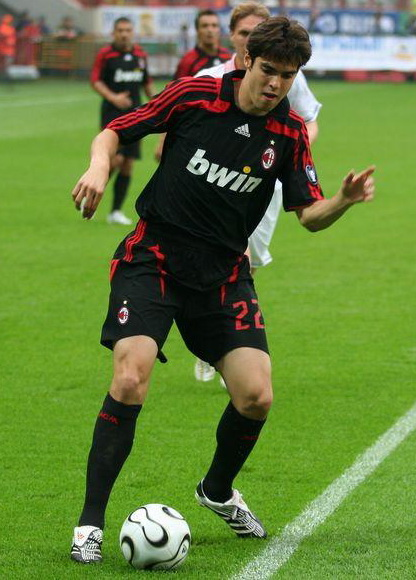
卡卡控球

在2007-08赛季裡，卡卡在意甲联赛裡踢進15球，是AC米兰队中的头号射手。卡卡也是联赛助攻第二多的球员。但AC米兰整体表现不佳，没有获得2008-09赛季冠军联赛的参赛资格。
2008-09赛季，卡卡在联赛裡踢進16球，是AC米兰队裡进球和助攻最多的球员。AC米兰获得联赛第三名，獲得了來季冠军联赛的参赛资格。2009年1月冬季轉會窗期間，英超新貴曼城向AC米兰递交了破世界紀錄的1亿英镑求购卡卡的报价单，并为卡卡准备好了一份为期5年、年薪1500万英镑的合約。
2009年1月17日，米兰在联赛中1-0击败佛罗伦萨，卡卡首发并踢满全场，比赛结束后卡卡与队友一一拥抱，并向前往圣西罗观战的球迷回首致意，《罗马体育报》等媒体均暗示，这极有可能是卡卡在圣西罗球场的最后一战。1月19日，卡卡的父亲博斯科与曼城执行主席加里-库克齐聚米兰，意英媒体将这天称为“D-DAY”。《每日快报》披露，曼城的心理极限是1.3亿英镑（约1.5亿欧元），AC米兰内部消息称，他们准备给曼城回价1亿4千万英镑。
卡卡加盟曼城看上去是水到渠成，但半路杀出个程咬金。《每日快报》指出，刚刚更换了主席的皇马同样为卡卡准备了一份天价合約，如果卡卡驾临伯纳乌，可以得到30万英镑的税后周薪，这与曼城许诺的50万英镑税前周薪相差无几。薪水大抵一致，加上可以打冠军联赛，皇马看上去要比曼城更有吸引力。
最終，卡卡對於曼城的天价邀請，他更倾向于留在米兰。由於球員的個人意願，曼城官方宣布放弃收购卡卡。2009年5月，陸續有消息傳出卡卡將轉會皇家馬德里。

### 皇家马德里

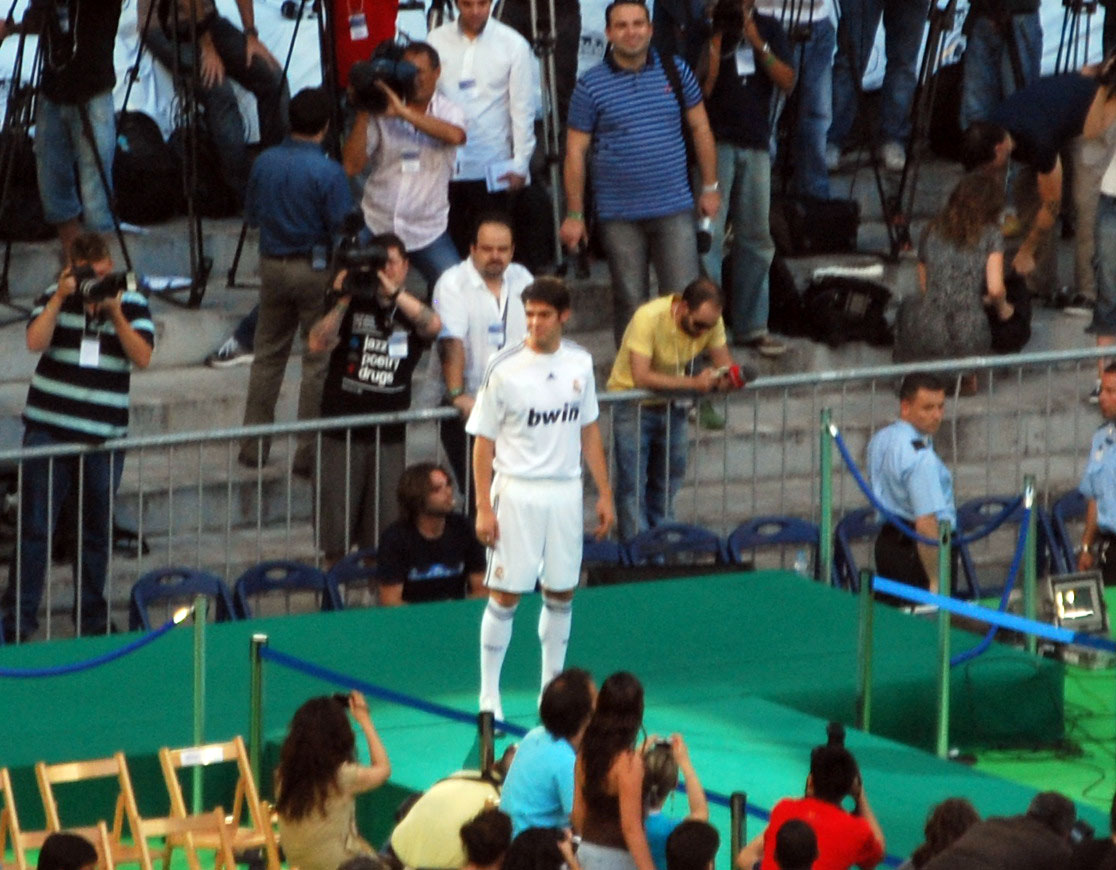
卡卡亮相班拿貝球場

当地时间2009年6月8日，皇马宣布与卡卡签署了为期6年的合約，皇马为此支付6850万欧元的转会费，這是AC米蘭隊歷史上轉出最高身價的球員。因為這一份合約，也解除了當時AC米蘭的財務危機。卡卡加盟皇馬後，由於一直受到傷患困擾，狀態始终未能踼回在AC米蘭的水準。
在2010年南非世界盃，卡卡也帶著傷患為巴西出戰。此后，卡卡的表現及技術开始下滑，2010-11賽季養傷長達8個月，主力位置被新加盟的德國新星厄齐尔取代，卡卡逐渐沦为球队替补。
2011年9月27日，卡卡在在歐洲冠軍聯賽以3-0戰勝阿賈克斯比賽中復出正選上陣，他踢進一球和助攻一次，賽後當選全場最佳球員。2011-12賽季，卡卡幫助皇馬以破紀錄的100分奪得西甲聯賽錦標，但皇馬連續第二年在歐洲冠軍聯賽半決賽中止步，其中卡卡在441分鐘上場時間內，一共奉獻了5次助攻，排在歐洲冠軍聯賽助攻榜第一位，也是當中效率最高的一位。

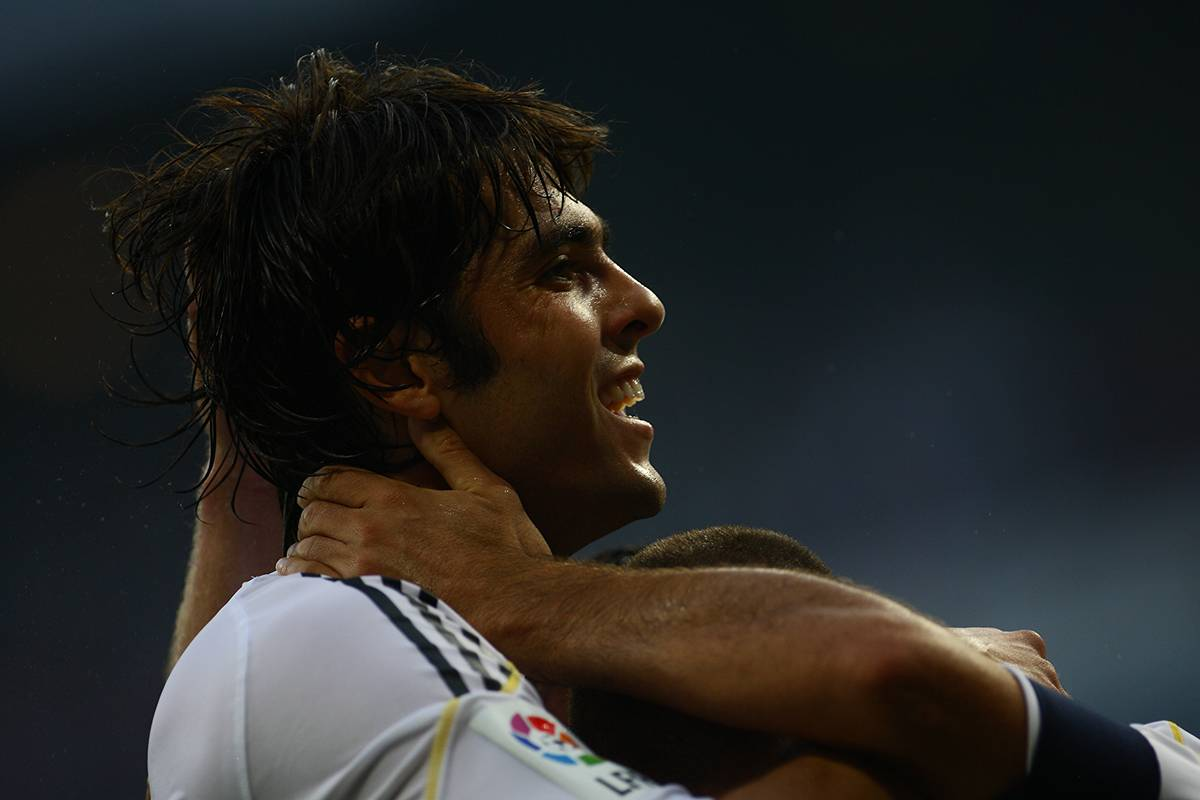
卡卡正在慶祝入球

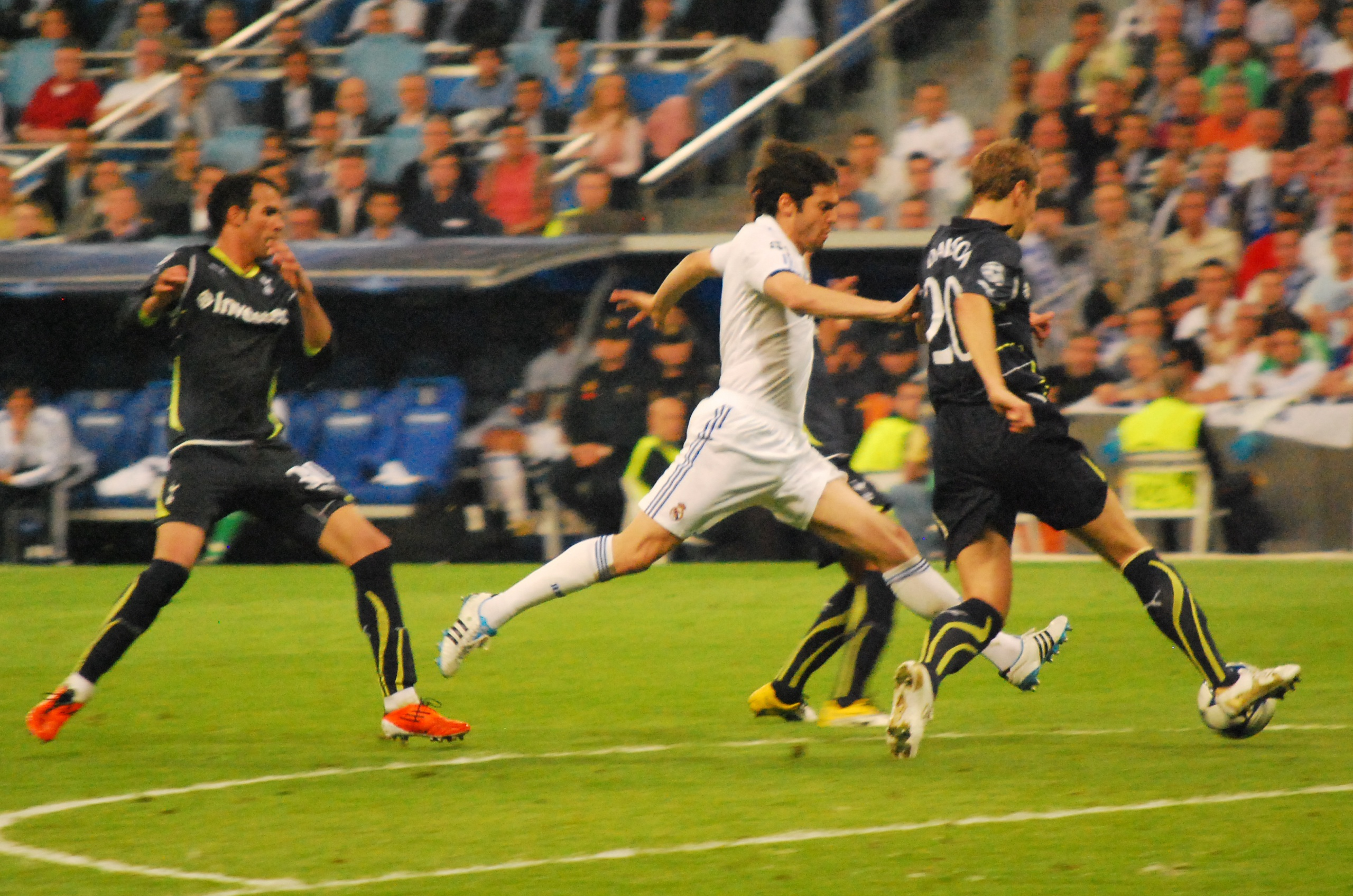
卡卡在歐洲冠軍聯賽

2012年夏天亦有皇马欲将卡卡出售的消息传出。在夏天轉會市埸，媒體曾將他與巴黎圣日耳曼、AC米蘭、洛杉磯銀河等球會聯繫在一起。AC米蘭副主席加利亞尼表示，有意租借卡卡一年，但必須要卡卡本人接受降薪。加利亞尼表示只願意承擔卡卡一半年薪，然而皇马主席佩雷斯將告訴加利亞尼，卡卡的價格依然是3000萬歐元，皇馬方面拒租借，要米蘭直接買斷。
隨著盧卡·莫德里奇正式加盟皇馬，穆里尼奥提醒過他，如果留下，那麼這個賽季他恐怕很難獲得上場的時間。最終，這位巴西巨星留在了皇馬。2012年11月，在接受巴西媒體採訪時，卡卡強調：「我的原則就是留在皇馬，尋找我的空間，同時爭取進入國家隊的機會。未來我希望參加巴西世界盃，幫助球會征服獎盃。短期內我不會回巴西聯賽踢球，回巴西不是我現在考慮的。不過如果回去，我的首選會是聖保羅。不管如何，我希望多留歐洲幾年，之後再考慮回歸巴西的可能。」
2013年1月13日，西甲聯賽皇馬對奥萨苏纳，卡卡下半时替补出场，不到20分钟，卡卡就被二黄一紅罚出场，这是他近10年欧洲俱乐部生涯第一次吃到红牌。賽後，卡卡與羅賓奴在米蘭共進晚餐，而面對媒體的採訪時卡卡表露出希望重回米蘭的意願。可是，AC米蘭仍舊因財力問題無法引進卡卡。

### 重返AC米兰
轉會皇馬後，由於傷病和隊內競爭激烈，卡卡從摩連奴到安察洛堤任內，始終無法得到重用。2013年夏天，皇馬簽入了和，由於無法獲得正選位置，卡卡最終於2013年8月31日宣佈尋求離開皇馬。
西班牙時間2013年9月2日，加利安尼與卡卡的父親在馬德里進行了數個小時的談判。最終皇馬同意讓卡卡以$0轉會費+500萬歐元的浮動獎金轉投AC米蘭，而米蘭也與卡卡談治了個人協議，AC米兰與卡卡的合約簽約2年至2015年。皇馬可根據卡卡的表現得到最高500萬歐元的獎金，包括獲得冠軍以及卡卡重返巴西隊。卡卡將在AC米兰重披紅黑22號。卡卡在2014年1月6日於意大利甲組足球聯賽主場進賽亞特蘭大足球俱樂部的賽事中梅開二度，其該場第一個進球為他為AC米蘭射入的第一百個進球，正式步入AC米蘭百球殿堂。
2014年6月30日，AC米兰宣布与卡卡的合约提前结束。卡卡或可能将离开欧洲联赛，前往美國職業足球大聯盟球會奥兰多城。
重返米兰的这个赛季，卡卡在各级比赛中为俱乐部出场30次，并踢進7球。卡卡在下赛季美国大联盟开始之前，暂时加盟老东家聖保羅保持状态。
2017年12月，卡卡正式結束了自己的職業足球生涯。

## 国家队生涯
2001年，卡卡入选了巴西U-20国家队参加2001年世界青年足球锦标赛的名单，并在巴西队和澳大利亚队的小组赛里踢進1球。而巴西队在1/4决赛上负于加纳队，早早地被淘汰出局。
在2002年1月31日，巴西队和玻利维亚队的一场世界杯热身赛中，卡卡首次为巴西国家队出战。接着卡卡入選巴西國家隊出戰世界杯的名单。在小组赛第三场對哥斯達黎加队的比赛中，卡卡在第72分钟替补上陣。在1/4决赛里，罗纳尔迪尼奥被红牌罚下，缺席半决赛；卡卡毛遂自荐，希望能在半决赛中作为主力上场，但最后还是没能出场。在决赛裏卡卡也没有获得上场机会，僅僅是名義上協助國家隊贏得世界杯。

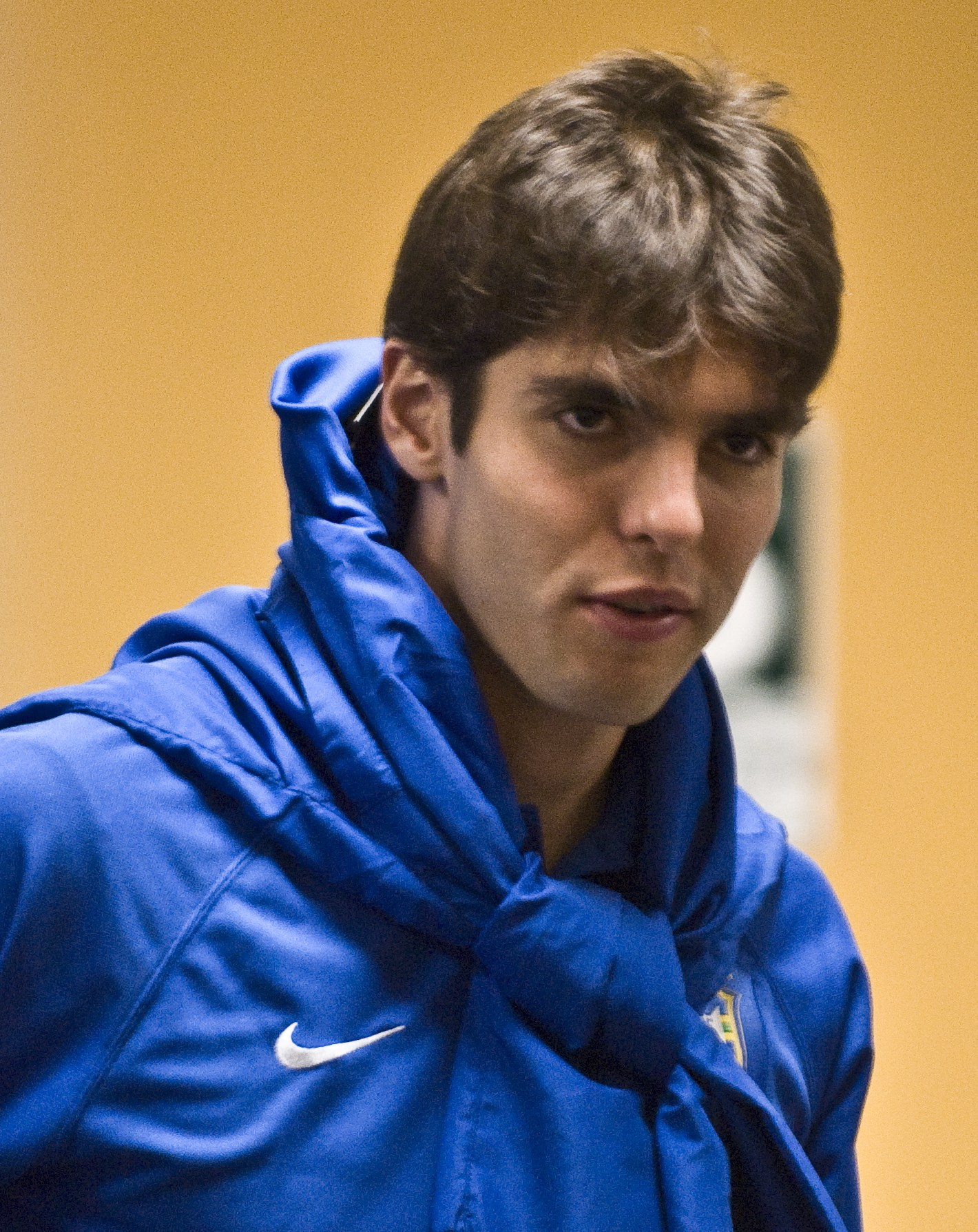
穿着巴西队队服的卡卡

在2003年美洲金杯赛上，卡卡以队长的身份率领巴西队出战。在1/4决赛中，卡卡独中两球，帮助巴西队以2比0战胜哥伦比亚队。在半决赛中，透过卡卡在第90分钟的進球和加时赛中罚入的点球，巴西队反败为胜，以2比1战胜美国队，进入决赛。在决赛中，东道主墨西哥队在加时赛中進球，以1比0战胜巴西队，赢得冠军，巴西队获得亚军。
2005年联合会杯上，尽管巴西队缺少了罗纳尔多，但罗纳尔迪尼奥、阿德里亚诺、罗比尼奥和卡卡组成的攻击阵容的进攻能力仍然十分强大。在决赛中，巴西队以4比1大胜阿根廷队，获得冠军，卡卡踢進巴西队的第二个球。
在2006年世界杯南美区预选赛中，巴西队凭借净胜球优势以第一名的身份获得了世界杯的参赛权，卡卡在预选赛中踢進5球。作为2002年世界杯冠军、2004年美洲杯冠军、2005年联合会杯的冠军以及世界杯南美区预选赛的第一名，巴西队被认为是世界杯冠军的最大热门。由罗纳尔多、罗纳尔迪尼奥、阿德里亚诺和卡卡这四名巴西队的前场球员组成的“魔幻四重奏”（magic quartet）被寄予厚望。在2006年世界盃足球賽決賽週巴西队的首場比賽中，卡卡在第44分鐘踢入了致勝的一球，帮助巴西队以1比0战胜克羅地亞队。由于膝伤，卡卡没能在所有的比赛里保持良好的竞技状态。而“魔幻四重奏”亦没能形成足夠的默契；令“魔幻四重奏”难以奏响巴西队的胜利乐章。在1/4决赛中，巴西队以0比1负于當屆亞軍法国队，无缘四强。
2006年9月3日，在阿森纳的主场伦敦酋长球场举行的一场热身赛上，卡卡踢進一个非常精彩的进球，巴西队以3比0大胜阿根廷队。在第89分钟，阿根廷队发角球被破坏后，球三得球但被卡卡抢走，卡卡迅速过掉球三梅西，接着卡卡带球狂奔60米，再过掉阿根廷的后卫，最后将球射入。
2007年5月12日，在经历了一个漫长的赛季后，卡卡以疲劳为由请求巴西足协让他休息，最后巴西足协同意，卡卡缺席了2007年美洲杯。而由罗比尼奥领军的巴西队奪得該屆冠軍，战胜了阿根廷队，获得冠军。

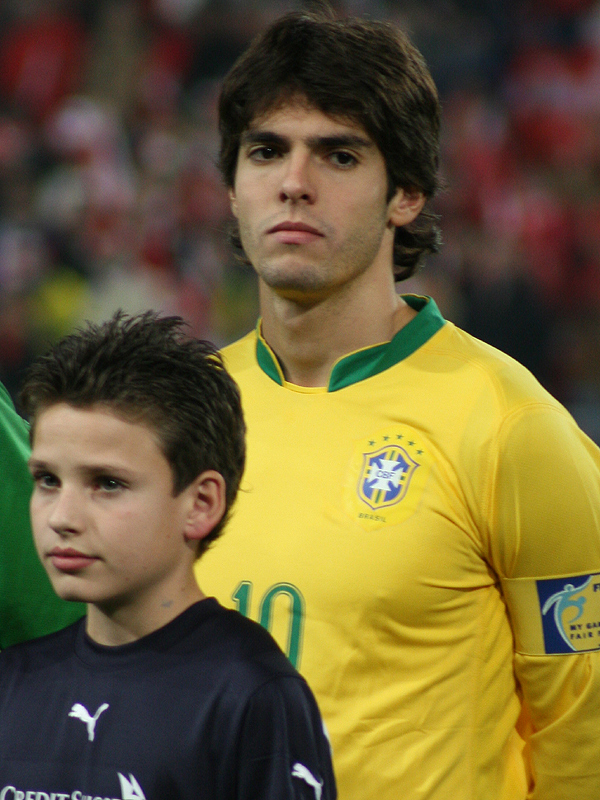
卡卡代表巴西

在2009年联合会杯上，巴西队首场比赛的对手是非洲冠军埃及队。开场仅仅5分钟，卡卡在禁区前连续将球挑过埃及队的两名球员，然后将球踢進。第9分钟，埃及队反击由齐丹踢進一球。随后巴西队的法比亚诺和胡安各進一球，上半场巴西队以3比1领先。但埃及队在下半场的第54分钟和第55分钟取得进球，将比分扳为3比3。第87分钟，巴西队获得点球，卡卡将球踢進。巴西最终以4比3战胜埃及。在接下来的比赛里，巴西以3:0分别战胜了美国队和意大利队，以小组第一出线。在半决赛里，通过替补出场的阿尔维斯在第88分钟的自由球进球，巴西队以1:0战胜了东道主南非队。在决赛里，美国队在上半时踢進两球，以2:0领先巴西队。然后下半时法比亚诺踢進两球，将比分扳平。在第84分钟，埃拉诺开出角球，卢西奥头球攻门得分。最终巴西以3:2逆转美国，卫冕成功。赛后，卡卡获得了2009年联合会杯的金球奖。
2010年，卡卡以中場組織核心的身份帶領巴西出戰該屆世界盃。在6月20日对阵科特迪瓦的小組賽中，卡卡因領下第二面黃牌而被驅逐離場。事源是比賽第88分鐘，卡卡在望向球時沒注意到身後的卡達·基達。卡卡肘部頂到基達胸部，基達誇張倒地，捂著臉滿地打滾。主裁判向卡卡出示第二張黃牌，卡卡被罰下場。這是卡卡進入國家隊7年來的首張紅牌。7月2日，巴西在南非世界杯1/4決賽以1比2被當屆亞軍荷蘭逆轉，當時卡卡打滿全場。兵敗世界杯之後，巴西主帥由鄧加換成文尼薩斯，卡卡也因傷一直未能進入國家隊。
經過819天的等待，卡卡終於在2012年9月重獲巴西教練文尼薩斯重召回國家隊。卡卡回歸國家隊後對陣伊拉克和日本取得6︰0及4︰0勝利，回歸國家隊後連續兩場都有入球和助攻。
2013年夏天，卡卡重返AC米蘭，希望增加出埸數目來入選2014年巴西世界盃名單。雖然在整季狀態上，卡卡表現得十分積極，但仍得不到巴西教練史高拉利的認可。最終落選2014年巴西世界盃名單。18個月後，卡卡再度入選巴西國家隊，並隨同鄧加出戰對阿根廷及日本的友賽。
2015年10月，卡卡再入選巴西隊2018世界盃南美區外圍賽的大名單中。

## 技术特点
作为一名进攻型中场，卡卡技术精湛，体能充沛，球感好，头球也不错，帶球速度極快，突破和得分能力強，遠射相當有威胁，传球和过人动作简单实用，他将巴西人的足球天赋和自己的战术素养融合在一起，让他成为了AC米兰和巴西国家队不可或缺的一分子。他的快速帶球吸引對方防守后的突破或分球，以及與，柏圖等進行快攻的配合，是AC米蘭极具威力的進攻方式。卡卡时常隐藏在前锋背后，有时作为影子前锋，给对手致命一击；有时作为传球者，协助队友得分。他被前巴西國家隊名宿加拉加譽為巴西國家隊中“不可或缺的因子”。前AC米兰的主教练安切洛蒂赞扬卡卡：“他是一名十分沉着冷静的球员，不以物喜，不以己悲。他有着巨大的内在力量，任何困难都不能阻挡他成功，他是一位伟大的冠军级球员。”

## 场外生活

### 个人和家庭
卡卡的弟弟迪加奧也是效力于AC米蘭，现在外借到標準列治效力，司職後衛。卡卡本人曾表示希望在球會以及2008年北京奧運都能與迪加奧並肩作賽。 
曾在2010年度效力中甲球會廣州恆大的巴西中場德拉尼是卡卡的雙重親表兄（其與卡卡的父母分別為親兄弟和親姊妹）。

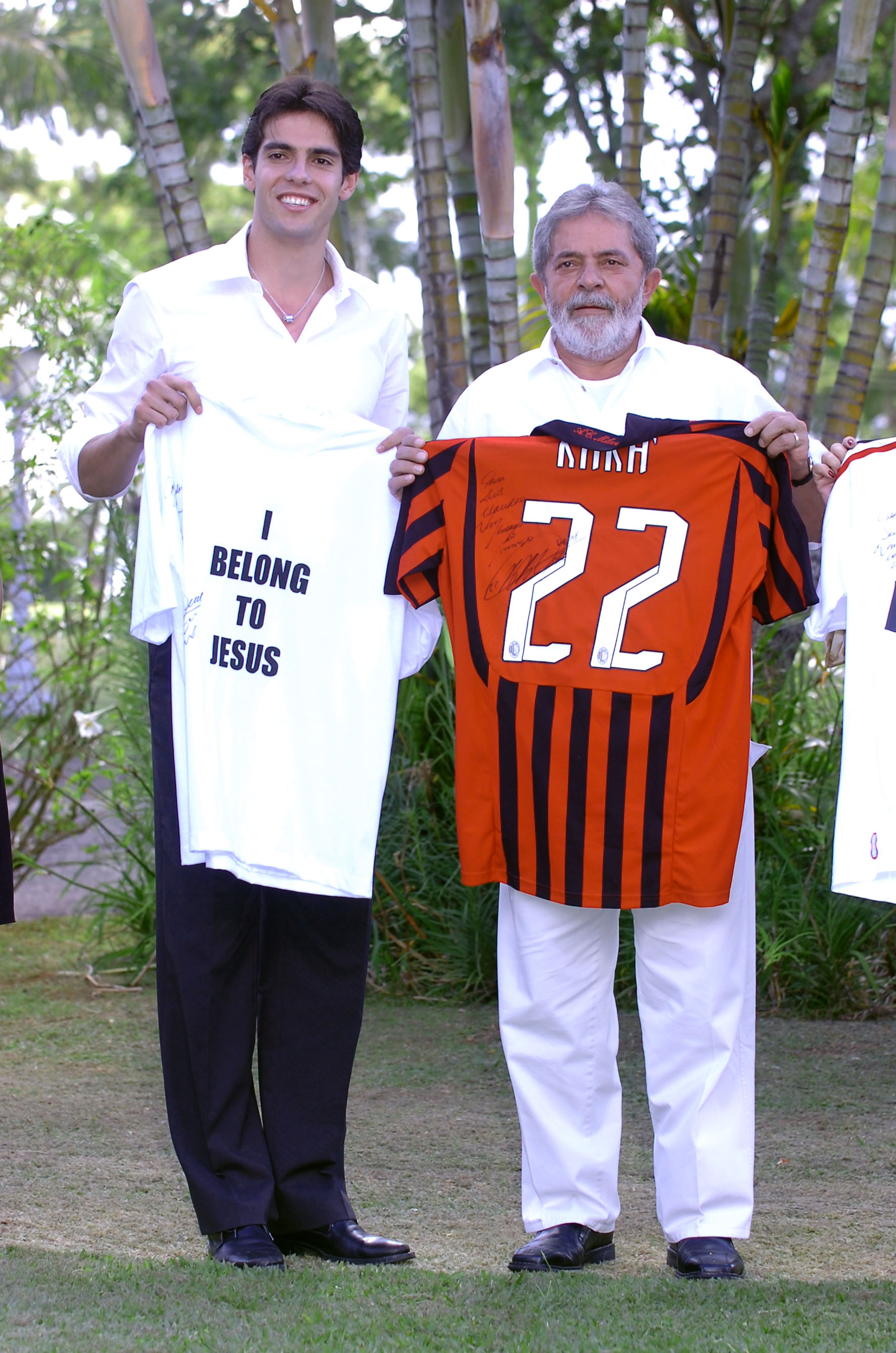
卡卡手上拿着印有“I Belong to Jesus”的衣服，巴西总统卢拉手上拿着卡卡的22号球衣

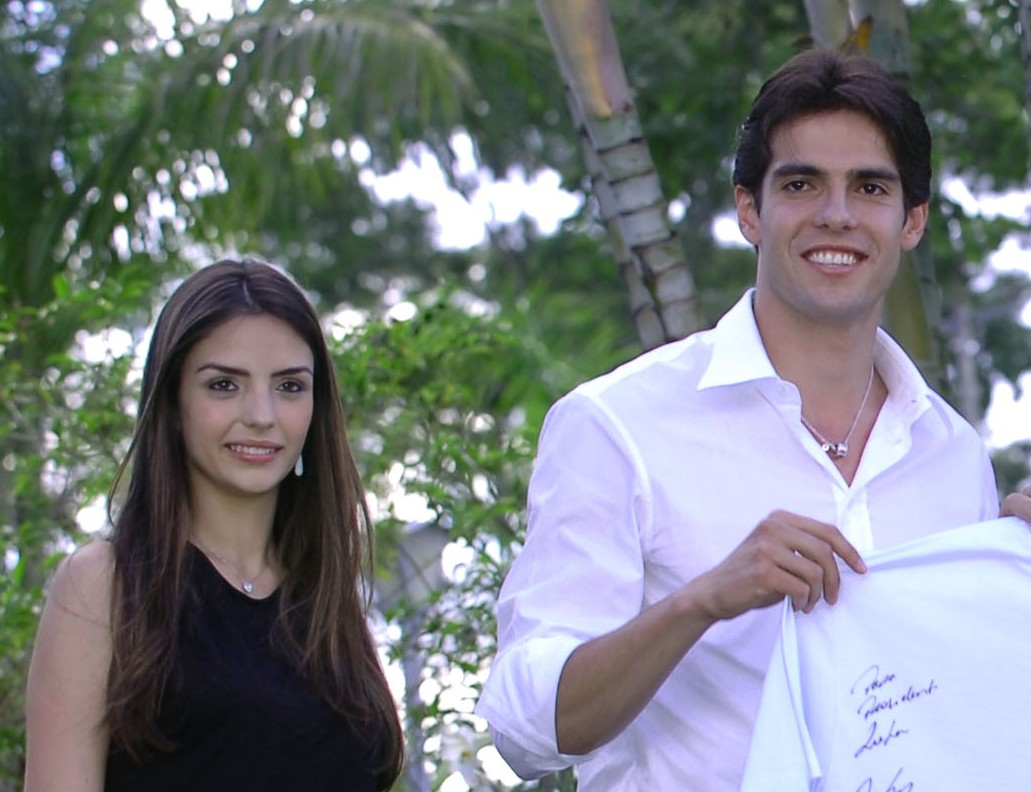
卡卡和他的前妻卡罗琳

卡卡在2002年底认识卡罗琳·塞利科（Caroline Celico），当时卡罗琳只有15岁，很快两人便确定恋爱关系。3年后，在2005年12月23日，卡卡和卡羅琳·塞利科在巴西的聖保羅马里亚纳区的基督重生大教堂結婚。2008年6月10日，他們的第一個孩子盧卡·塞利科·雷特（Luca Celico Leite）在巴西的聖保羅出生。2011年4月25日，他们的第二个孩子伊莎贝拉·塞利科·雷特（Isabella Celico Leite）在巴西圣保罗出生。2014年11月4日，卡卡宣佈離婚，結束與卡羅琳9年夫妻關係。然而2014年12月30日，卡羅琳在社群網站發佈照片，證實兩人重歸舊好。
然而沒多久，兩人又正式宣布分開，而後各自擁有穩定交往對象。2016年底，卡卡新任女友巴西名模Carolina Dias曝光，後於2019年初向其求婚，婚後二人誕有兩女。
卡卡目前同时拥有巴西国籍和意大利国籍。

### 信仰和品格
卡卡是一名虔誠的基督徒，每當球隊奪冠，卡卡便会向人們展示他身上所穿的為有“I Belong to Jesus”（我屬於耶穌）的一件白色T恤。2005年联合会杯决赛结束之后，卡卡和他的几位队友穿着印有“Jesus Loves You”（耶稣爱你们）的衣服在球场内庆祝胜利。卡卡入球後的慶祝動作是高舉雙手向主耶穌基督敬拜。此次南非世界杯，卡卡自备印有“耶稣是第一位的”球鞋用于世界杯。他会把自己薪金的十分之一奉獻給巴西教會。卡卡曾表示退役后愿当一名传教士。
圣保罗副总裁卡洛斯曾說過：「卡卡除了是个天赋出众的球员，在全巴西范围内，他可以说是我见过的最有教养和文化的职业球员，也许这和他的家庭背景有关。」

### 社会事业
2004年，卡卡成为联合国粮食计划署（World Food Programme，WFP）的反饥饿与贫困大使，他是第一个担任反饥饿与贫困大使职位的足球运动员，也是最年轻的大使。2005年2月15日，为了帮助印度洋海啸的灾民赈灾筹款，卡卡参加了巴塞罗那诺坎普体育场举办的慈善义赛。卡卡曾经资助过特奥运动员，帮助他们参加比赛。2008年，卡卡被时代杂志选为当年100名最具影响力的名人（Time 100）中的“英雄先驱类名人”（Heroes & Pioneers）之一。

### 商业价值
卡卡是吉列、阿玛尼和阿迪达斯的代言人。2008年2月，卡卡的年薪为900万欧元，位列所有足球运动员之首。2009年4月，福布斯官网公布2008年足球运动员收入排名，卡卡2008年的收入达到2200万美元，名列所有足球员动员的第4位。

### 其他
- 卡卡是Twitter上第一个被关注人数超过1,000万的体育界人士。[154]

## 职业生涯全记录

### 俱乐部
| 效力队     | 联赛               | 赛季     | 本土联赛 | 本土联赛 | 本土联赛 | 本土杯赛 | 本土杯赛 | 本土杯赛 | 洲际赛事 1 | 洲际赛事 1 | 洲际赛事 1 | 其他赛事 2 | 其他赛事 2 | 其他赛事 2 | 总数 | 总数 | 总数 |
| ---------- | ------------------ | -------- | -------- | -------- | -------- | -------- | -------- | -------- | ---------- | ---------- | ---------- | ---------- | ---------- | ---------- | ---- | ---- | ---- |
| 效力队     | 联赛               | 赛季     | 上阵     | 入球     | 助攻     | 上阵     | 入球     | 助攻     | 上阵       | 入球       | 助攻       | 上阵       | 入球       | 助攻       | 上阵 | 入球 | 助攻 |
| 圣保罗     | 巴西足球甲级联赛   | 2001     | 27       | 12       | —        | 7        | 1        | —        | 5          | 0          | —          | 16         | 4          | —          | 55   | 17   | —    |
| 圣保罗     | 巴西足球甲级联赛   | 2002     | 22       | 9        | —        | 9        | 6        | —        | —          | —          | —          | 17         | 8          | —          | 48   | 23   | —    |
| 圣保罗     | 巴西足球甲级联赛   | 2003     | 10       | 2        | —        | 5        | 0        | —        | —          | —          | —          | 7          | 5          | —          | 22   | 7    | —    |
| 圣保罗     | 巴西足球甲级联赛   | 总计     | 59       | 23       | —        | 21       | 7        | —        | 5          | 0          | —          | 40         | 17         | —          | 125  | 47   | —    |
| AC米兰     | 意大利足球甲级联赛 | 2003-04  | 30       | 10       | 4        | 4        | 0        | 0        | 10         | 4          | 1          | 1          | 0          | 0          | 44   | 14   | 5    |
| AC米兰     | 意大利足球甲级联赛 | 2004-05  | 36       | 7        | 5        | 1        | 0        | 0        | 13         | 2          | 4          | 1          | 0          | 0          | 51   | 9    | 7    |
| AC米兰     | 意大利足球甲级联赛 | 2005-06  | 35       | 14       | 3        | 2        | 0        | 0        | 12         | 5          | 1          | —          | —          | —          | 49   | 19   | 5    |
| AC米兰     | 意大利足球甲级联赛 | 2006-07  | 31       | 8        | 6        | 2        | 0        | 0        | 15         | 10         | 5          | —          | —          | —          | 48   | 18   | 9    |
| AC米兰     | 意大利足球甲级联赛 | 2007-08  | 30       | 15       | 10       | 0        | 0        | 0        | 9          | 3          | 2          | 3          | 2          | 0          | 41   | 19   | 12   |
| AC米兰     | 意大利足球甲级联赛 | 2008-09  | 31       | 16       | 9        | 1        | 0        | 1        | 4          | 0          | 2          | —          | —          | —          | 36   | 16   | 10   |
| AC米兰     | 意大利足球甲级联赛 | 总计     | 193      | 70       | 37       | 10       | 0        | 1        | 63         | 24         | 15         | 5          | 2          | 0          | 270  | 95   | 46   |
| 皇家馬德里 | 西班牙足球甲级联赛 | 2009-10  | 25       | 8        | 6        | 1        | 0        | 0        | 7          | 1          | 2          | —          | —          | —          | 33   | 9    | 8    |
| 皇家馬德里 | 西班牙足球甲级联赛 | 2010-11  | 14       | 7        | 5        | 3        | 0        | 0        | 3          | 0          | 1          | —          | —          | —          | 20   | 7    | 6    |
| 皇家馬德里 | 西班牙足球甲级联赛 | 2011-12  | 27       | 5        | 9        | 4        | 0        | 0        | 8          | 3          | 5          | 1          | 0          | 0          | 40   | 8    | 14   |
| 皇家馬德里 | 西班牙足球甲级联赛 | 2012-13  | 19       | 3        | 3        | 2        | 1        | 0        | 6          | 1          | 1          | 0          | 0          | 0          | 27   | 5    | 4    |
| 皇家馬德里 | 西班牙足球甲级联赛 | 总计     | 85       | 23       | 23       | 10       | 1        | 0        | 24         | 5          | 10         | 1          | 0          | 0          | 120  | 29   | 32   |
| AC米兰     | 意大利足球甲级联赛 | 2013-14  | 30       | 7        | 4        | 1        | 0        | 0        | 6          | 2          | 1          | —          | —          | —          | 37   | 9    | 5    |
| AC米兰     | 意大利足球甲级联赛 | 总计     | 30       | 7        | 4        | 1        | 0        | 0        | 6          | 2          | 1          | 0          | 0          | 0          | 37   | 9    | 5    |
| 圣保罗     | 巴西足球甲级联赛   | 2014     | 19       | 2        | 1        | 0        | 0        | 0        | 5          | 1          | 0          | —          | —          | —          | 24   | 3    | 1    |
| 圣保罗     | 巴西足球甲级联赛   | 总计     | 19       | 2        | 1        | 0        | 0        | 0        | 5          | 1          | 0          | 0          | 0          | 0          | 24   | 3    | 1    |
| 奧蘭多城   | 美国职业足球大联盟 | 2015     | 20       | 9        | 3        | 1        | 1        | 0        | 0          | 0          | 0          | —          | —          | —          | 21   | 10   | 3    |
| 奧蘭多城   | 美国职业足球大联盟 | 总计     | 20       | 9        | 3        | 1        | 1        | 0        | 0          | 0          | 0          | 0          | 0          | 0          | 21   | 10   | 3    |
| 职业生涯   | 职业生涯           | 职业生涯 | 403      | 132      | 68       | 42       | 8        | 1        | 103        | 32         | 28         | 46         | 19         | 1          | 594  | 191  | 97   |

- 1：洲际赛事包括南方共同市场杯、欧洲冠军联赛和欧足联欧洲联赛
- 2：其他比赛包括里约热内卢-圣保罗锦标赛、圣保罗州足球甲级联赛、意大利超级杯、西班牙超级杯、欧洲超级杯、丰田杯和世界俱乐部杯等。

### 国家队进球
| #      | 日期           | 地点                    | 对手     | 比分 | 比赛类型                 |
| ------ | -------------- | ----------------------- | -------- | ---- | ------------------------ |
| 1.     | 2002年3月7日   | 巴西 库亚巴             | 冰島     | 6–1  | 友谊赛                   |
| 2. 3.  | 2003年7月19日  | 美国 迈阿密             | 哥伦比亚 | 2–0  | 2003年美洲金杯           |
| 4.     | 2003年7月23日  | 美国 迈阿密             | 美国     | 2–1  | 2003年美洲金杯           |
| 5.     | 2003年9月7日   | 哥伦比亚 巴兰基亚       | 哥伦比亚 | 2–1  | 2006年世界杯南美区预选赛 |
| 6.     | 2003年10月19日 | 巴西 库里奇巴           | 乌拉圭   | 3–3  | 2006年世界杯南美区预选赛 |
| 7.     | 2004年4月28日  | 巴西 库里奇巴           | 匈牙利   | 4–1  | 友谊赛                   |
| 8. 9.  | 2004年10月9日  | 委内瑞拉 马拉开波       | 委內瑞拉 | 5–2  | 2006年世界杯南美区预选赛 |
| 10.    | 2005年3月27日  | 巴西 戈亚尼亚           | 秘魯     | 1–0  | 2006年世界杯南美区预选赛 |
| 11.    | 2005年6月29日  | 德国 法兰克福           | 阿根廷   | 4–1  | 2005年联合会杯           |
| 12.    | 2005年11月10日 | 阿联酋 阿布扎比         | 阿联酋   | 8–0  | 友谊赛                   |
| 13.    | 2006年6月4日   | 瑞士 日内瓦             | 新西兰   | 4–0  | 友谊赛                   |
| 14.    | 2006年6月13日  | 德国 柏林               |          | 1–0  | 2006年世界杯             |
| 15.    | 2006年9月3日   | 英国 伦敦               | 阿根廷   | 3–0  | 友谊赛                   |
| 16.    | 2006年10月10日 | 瑞典 斯德哥尔摩         |          | 2–1  | 友谊赛                   |
| 17.    | 2006年11月15日 | 瑞士 巴塞尔             | 瑞士     | 2–1  | 友谊赛                   |
| 18.    | 2007年3月24日  | 瑞典 哥德堡             | 智利     | 4–0  | 友谊赛                   |
| 19.    | 2007年9月12日  | 美国 福克斯堡           | 墨西哥   | 3–1  | 友谊赛                   |
| 20.21. | 2007年10月17日 | 巴西 里约热内卢         |          | 5–0  | 2010年世界杯南美区预选赛 |
| 22.    | 2007年11月18日 | 秘鲁 利马               | 秘魯     | 1–1  | 2010年世界杯南美区预选赛 |
| 23.    | 2008年10月12日 | 委内瑞拉 圣克里斯托巴尔 | 委內瑞拉 | 4–0  | 2010年世界杯南美区预选赛 |
| 24.    | 2009年6月6日   | 乌拉圭 蒙得维的亚       | 乌拉圭   | 4–0  | 2010年世界杯南美区预选赛 |
| 25.26. | 2009年6月15日  | 南非 布隆方丹           | 埃及     | 4–3  | 2009年联合会杯           |
| 27.    | 2010年6月6日   | 坦桑尼亚 达累斯萨拉姆   | 坦桑尼亚 | 5–1  | 友谊赛                   |
| 28.    | 2012年10月12日 | 瑞典 马尔默             | 伊拉克   | 6–0  | 友谊赛                   |
| 29.    | 2012年10月16日 | 波兰 弗罗茨瓦夫         | 日本     | 4–0  | 友谊赛                   |

## 荣誉
| 圣保罗 - 里约热内卢-圣保罗锦标赛冠军：2001年 - 圣保罗州锦标赛：2002年 AC米兰 - 意甲联赛冠军：2003-04赛季 - 意大利超级杯冠軍：2004年 - 冠军：2006-07赛季 - 欧洲超级杯冠军：2007年 - 冠軍：2007年 皇家馬德里 - 西甲联赛冠军：2011-12赛季 - 西班牙國王盃冠军：2010-11赛季 - 西班牙超級盃冠军：2012年 奧蘭多城 - 美国职业足球大联盟全明星賽：2015年 巴西国家队 - 国际足联世界盃冠軍：2002年 - 国际足联聯合會杯冠軍：2005年、2009年 - 美洲金盃亚军：2003年 | 个人奖项 - 巴西足球甲级联赛最佳球员：2001年 - 美洲金杯最佳阵容：2003年 - 意甲联赛最佳球員：2004年、2007年 - 意甲联赛最佳外籍球員：2004年、2006年、2007年 - 欧洲足联年度最佳阵容：2006年、2007年、2009年 - 歐洲足球俱樂部最佳中場：2004-05赛季 - 欧洲冠军联赛：2006-07赛季 - 歐洲足球俱樂部最佳前锋：2006-07赛季 - 歐洲足球俱樂部最佳球员：2006-07赛季 - FIFPro年度最佳球员：2007年 - FIFPro年度最佳阵容：2006年、2007年、2008年 - 金球獎：2007年 - 國際足協世界足球先生：2007年 - 世界足球雜誌最佳球員：2007年 - 世界冠軍球會盃金球獎：2007年 - 国际足联年度最佳阵容：2008年 - 洲際國家盃金球獎：2009年 - 国际足联世界盃助攻王：2010 - 美国职业足球大联盟全明星賽MVP：2015年 |